# François Le Roux d'Anort
 (septembre 2022).
Pour les articles homonymes, voir Le Roux.
François Le Roux d’Anort, (mort en mars 1572), est un religieux français, trente-neuvième abbé du Mont Saint-Michel, de 1558 à 1570 puis abbé de Saint-Melaine de 1570 à 1572, après permutation avec Arthur de Cossé-Brissac.

## Biographie
François Le Roux, seigneur de la maison d’Anort, chapelain ordinaire du roi, et protonotaire apostolique, fut le successeur que François II désigna à Jacques d'Annebault, trente-huitième abbé du Mont Saint-Michel.
La confiance, que les titres ecclésiastiques dont l’abbé Le Roux était revêtu, purent inspirer à ses religieux, fut bientôt dissipée par sa conduite. Son abbaye ne fut à ses yeux qu’une source de richesses que l’on n’apprécie que par l’abondance de ses produits ; aussi préféra-t-il, en 1560, vendre à François Du Breuil, sieur des Hameaux, écuyer, la terre de Mont-Rioule, au prix 4 000 livres, que d’acquitter avec ses revenus la taxe dont le monarque, avec l’autorisation du souverain pontife, avait frappé tous les bénéfices du royaume.
Le Mont Saint-Michel fut visité l’année suivante par deux illustres pèlerins : le roi Charles IX, dont le règne s’ouvrait sous les auspices les plus menaçants, et son frère Henri, qui devait hériter sa couronne : la tranquillité régnait encore en Normandie mais les symptômes des guerres de religion, qui devaient bientôt l’ensanglanter, éclataient déjà à la surface de la société.
Ce fut à cette époque que l’évêque et le chapitre d’Avranches, redoutant que leur ville ne succombât sous quelque trahison ou quelque surprise, firent transporter les chartes, les ornements et les objets les plus précieux de la cathédrale dans le monastère du Mont Saint-Michel, que ses fortes murailles et le zèle de ses religieux mettaient à l’abri de toute attaque.
Cependant le système commendataire produisait ses effets : négligés par les abbés, les édifices monastiques du Mont Saint-Michel se détérioraient d’une manière inquiétante ; d’importantes réparations devinrent de jour en jour plus impérieusement nécessaires à l’église et aux lieux réguliers, sans que l’on put obtenir aucun secours de l’abbé, dont la mense absorbait presque tous les revenus : Sébastien Esnault, prieur claustral, le poursuivit devant le Parlement de Rouen, pour le forcer de remplir les charges de son bénéfice. Deux arrêts furent successivement obtenus contre lui en 1569 : ce fut probablement pour se dérober à l’exécution de ces sentences et en transmettre l’accomplissement à un autre, qu’il permuta cette prélature contre l’abbaye de Saint-Melaine-lez-Rennes, dont le bâton pastoral était aux mains d’Arthur de Cossé-Brissac, évêque de Coutances.